# Igreja de São Spyridon (Vuno)

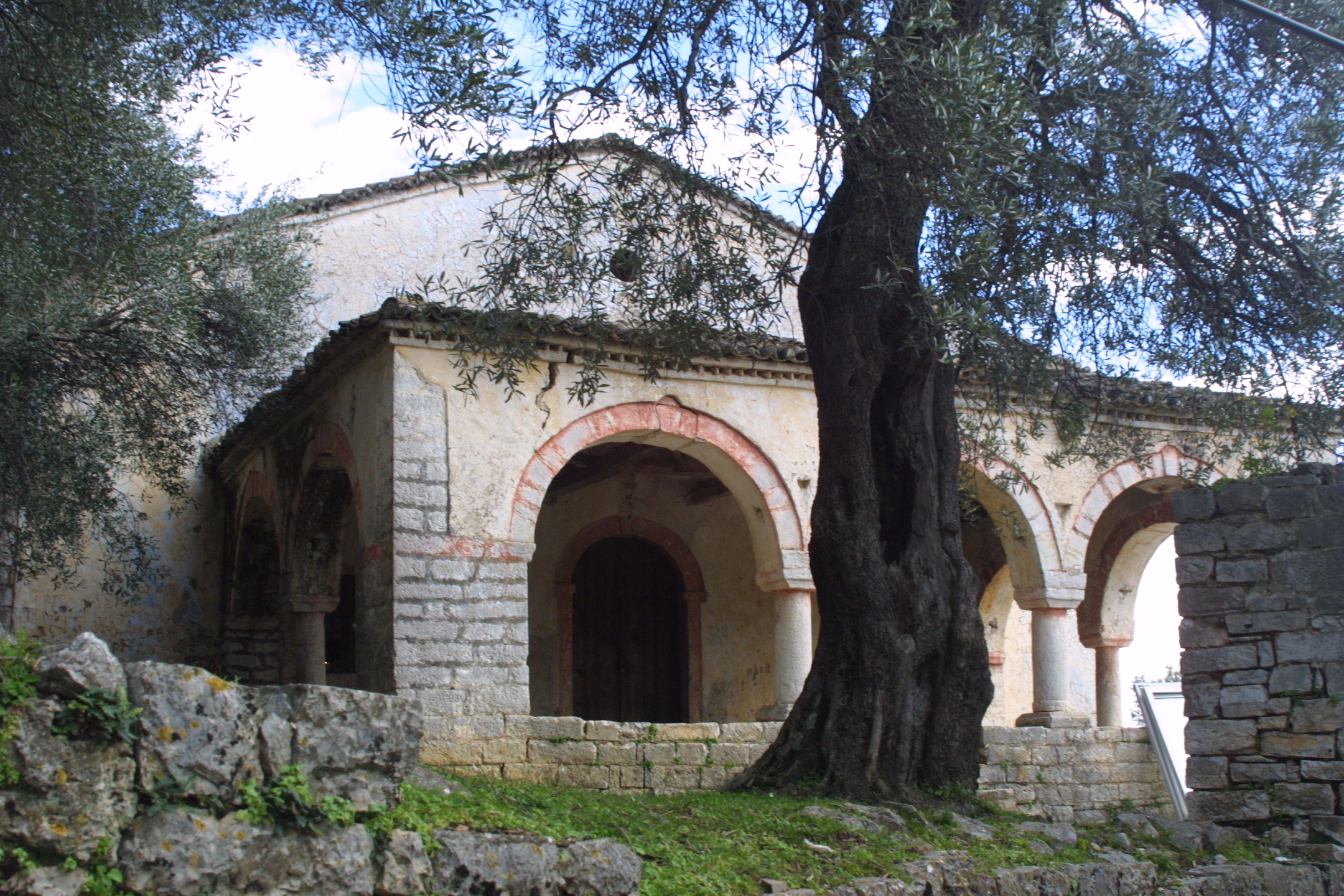
Igreja de São Spiridhon

A Igreja de São Spyridon (em albanês:  Kisha e shën Spiridonit) é uma igreja em Vuno, Vlorë County, na Albânia. É um Monumento Cultural da Albânia.